# Jan Borkowski (polityk)
Jan Borkowski (ur. 7 sierpnia 1952 w Łosicach) – polski polityk, urzędnik państwowy, w latach 1993–1997 poseł na Sejm, w latach 1996–1997 podsekretarz stanu w Ministerstwie Spraw Zagranicznych, a w latach 2007–2012 sekretarz stanu w tym resorcie, w latach 2012–2017 ambasador RP w Holandii.

## Życiorys
Ukończył w 1977 studia na  Wydziale Ekonomicznym Politechniki Świętokrzyskiej w Radomiu, w 1986 uzyskał stopień doktora nauk ekonomiczno-rolniczych na Wydziale Ekonomicznym SGGW. W latach 80. był pracownikiem naukowym Wyższej Szkoły Rolniczo-Pedagogicznej w Siedlcach. Od 1990 do 1993 zajmował stanowisko wicewojewody siedleckiego.
W latach 1993–1997 pełnił funkcję posła na Sejm II kadencji wybranego z listy Polskiego Stronnictwa Ludowego w okręgu siedleckim. Od 1996 do 1997 był podsekretarzem stanu w Ministerstwie Spraw Zagranicznych. W 1998 został pracownikiem naukowym Centrum Europejskiego Uniwersytetu Warszawskiego. Został członkiem Polskiego Stowarzyszenia Badań Wspólnoty Europejskiej (1998) oraz Polskiej Rady Ruchu Europejskiego (1995). Autor kilkudziesięciu prac naukowych. W 2004 bez powodzenia kandydował do Parlamentu Europejskiego.
26 listopada 2007 powołano go na stanowisko sekretarza stanu w MSZ. W 2012 odwołany z tego stanowiska i mianowany ambasadorem RP Holandii, został również stałym przedstawicielem Rzeczypospolitej Polskiej przy Organizacji ds. Zakazu Broni Chemicznej (OPCW) w Hadze. Odwołany ze stanowiska ambasadora z dniem 28 lutego 2017.